# Leptonycteris curasoae
Leptonycteris curasoae is een vleermuis uit het geslacht Leptonycteris die voorkomt in Noordoost-Colombia en Noord-Venezuela en op de nabijgelegen eilanden Aruba, Bonaire en Curaçao (Nederlandse Antillen) en Isla Margarita (Venezuela). De soort is genoemd naar het eiland Curaçao, waar hij het eerst gevonden werd. Net als zijn verwanten komt deze soort in droge habitats voor. In Colombia leeft hij tot op 1000 m hoogte. De Midden-Amerikaanse soort L. yerbabuenae wordt soms ook tot L. curasoae gerekend.